# شركة مطار البحرين
شركة مطار البحرين هي الجهة المسؤولة عن إدارة وتشغيل مطار البحرين الدولي، بوابة البحرين الأولى إلى العالم. ومنذ توليها مسؤوليّة إدارة المطار وتشغيله في العام 2010، ساهمت شركة مطار البحرين في ترسيخ سمعة مطار البحرين الدولي كبؤرة جاذبة للمسافرين وكبرى شركات الطيران على حد سواء.

## تاريخ
تأسست شركة مطار البحرين في عام 2008 لتعمل في مطار البحرين الدولي.

## رؤية الشركة
باعتبارها الجهة المسؤولة عن إدارة وتشغيل المطار الدولي الوحيد في المملكة، تلتزم شركة مطار البحرين بتقديم تجربة سفر تتسم بأعلى معايير الأمن والسلاسة والرفاهية.
ويتبلور الهدف الأول للشركة حول ضمان تحقيق مطار البحرين الدولي لأعلى مستويات التميّز في الأداء مع الاحتفاء بالسمات الفريدة للهوية البحرينيّة والطابع المميز للمملكة من خلال التركيز على الابتكار والكفاءة وإرث البحرين الثقافي.
وبفضل المرافق المتطورة والخدمات ذات المستوى العالمي، نواصل جذب أبرز شركات الطيران العالميّة ودعمها وتقديم خدمات استثنائيّة للسفر والشحن تربط مملكة البحرين ببقية العالم.
ومن خلال التعاون عن كثب مع شركائنا، تقود شركة مطار البحرين مسيرة تطوير قطاع النقل الجوي في البلاد، كما تسعى إلى زيادة إسهامات صناعة الطيران في الاقتصاد المحلي بما يتفق مع غايات رؤية البحرين الاقتصادية 2030. مدعومون بفريق ملتزم من أمهر المهنيين ذوي المهارات العالية، نواصل العمل بجدٍ وتفانٍ لتصبح رحلة المسافرين في مطار البحرين الدولي تجربة شائقة ورفيعة المستوى يتذكرونها بابتسامة ويتطلعون إلى تكرارها.

## رسالة الشركة
العمل عن كثب مع شركائنا لتقديم تجربة متميّزة لمرتادي المطار، وأن نصبح أحد أهم الروافد الاقتصاديّة وقوة دافعة رئيسيّة للنمو والازدهار في مملكة البحرين.

## الأهداف الاستراتيجيّة
يستلهم مطار البحرين الدولي مكانته الرائدة كميناء جوي إقليمي بارز يتسم بأعلى معايير الكفاءة والمرونة من التراث البحريني الثري وثقافة الحفاوة وكرم الضيافة المتجذرة في المملكة. ومن خلال توظيف هذه السمات الفريدة، نهدف إلى الارتقاء بخدمات المطار وتطوير قدراته التشغيليّة لنقدم للعالم بوابة استراتيجيّة إلى مملكة البحرين نفخر بها جميعًا.